# Гері Мур
Роберт Вільям Гері Мур (англ. Robert William Gary Moore; 4 квітня 1952, Белфаст, Північна Ірландія — 6 лютого 2011, Естепона, Іспанія) — ірландський блюз-рок-гітарист, співак, автор пісень.
Його кар'єра розпочалась на початку 60-х років ХХ століття. Найбільший вплив на нього як на музиканта мали британський гурт The Yardbirds та один із «патріархів» британського блюз-року Мэйол Джон. Мур був учасником відомих рок-гуртів - Thin Lizzy, Colosseum II та Skid Row.
У 1985 році Гері продав свої права на назву «Skid Row» американському колективу за 35 000 доларів США.
Мур розпочав свою кар'єру під впливом музикантів Пітера Гріна та Еріка Клептона, приєднавшись до гурту Skid Row, з яким випустив два альбоми. Після виходу з гурту, приєднався до Thin Lizzy, де грав із колишнім колегою з Skid Row і частим співавтором Філом Ліноттом. Сольну кар'єру розпочав в 1970-х, досягнувши успіху з піснею "Parisienne Walkways", створеною у 1979 році. У 1980-х пробував себе у хард-рок та хеві-метал. У 1990 році випустив 8 студійний альбом Still Got the Blues, який став найуспішнішим у кар'єрі музиканта. Протягом усієї кар'єри писав різножанрову музику, співпрацюючи з багатьма відомими артистами та музикантами. Помер 6 лютого 2011 року від серцевого нападу під час відпустки в Іспанії.

## Творчий шлях
Гері Мур вчився грати на гітарі з 8 років. Першим інструментом була акустична гітара, а вже у 14 років у Гері з'явилась якісна, професійна гітара. Попри те, що Гері Мур був шульгою, він добре оволодів грою на стандартній «правосторонній» гітарі. Як і більшість своїх однолітків, він захоплювався музикою Елвіса Преслі та Бітлз. Після того, як він відвідав концерти Джимі Гендрікса та John Mayall's Bluesbreakers, молодий музикант вподобав стиль блюз-рок.
Найбільший вплив на Гері Мура справив Пітер Грін з гурту Fleetwood Mac, який допоміг йому майстерно навчитися грати на гітарі. У 1995 Гері Мур випустив платівку Blues for Greeny, яку він присвятив своєму «музичному» батькові, і яка включала в себе лише композиції, написані Пітером Гріном. Для запису платівки Гері Мур використав інструмент, який належав Пітеру Гріну. Гітару Мур взяв у музиканта в оренду, а згодом він навіть викупив її, аби, за словами Пітера Гріна, у неї був «гідний дім».
Першим музичним гуртом, у якому грав гітарист, був шкільний гурт Granny's Intentions. Далі, у 1968 році, Гері Мур стає учасником блюз-гурту Skid Row (Філ Лайнотт— вокал, Брендан Шилдс— бас, Ноел Бріджмен— ударник).
В молодому віці музика Гері Мура була варіацією на тему Джеффа Бека, але в середині 1970-х під впливом Карлоса Сантани Мур знайшов свій власний стиль, пронизливий та ліричний, що ідеально підходив до стилю хард-н-хеві, який тільки зароджувався.
Після того, як Лайнотт перейшов до Thin Lizzy, гурт записав два альбоми. Гері Мур заснував фольк-гурт Dr. Strangely Strange, після якого в 1973 році він створює групу Gary Moore Band (Френк Бойлен— бас, Пірс Келі— ударник).
У січні 1974 року Філ Лайнотт запросив Мура до Thin Lizzy на місце Еріка Бела, проте через 4 місяці гітарист пішов до Colosseum II Джона Хайсмена, де записав три альбоми (на платівках 1976 та 1977 записані і його вокальні партії). В січні-травні 1977 Гері Мур працював в Thin Lizzy, потім знову перейшов до Colosseum II, в серпні 1978 року знову повернувся у Thin Lizzy, а через рік залишив гурт, випустивши сольний сингл «Parisienne Walkways» (UK-8), що мав шалений успіх. У 1979—1980 роках Мур працював в складі американського хард-рок гурту G-FORCE (Тоні Ньютон— вокал, Віллі Ді— бас, Марк Носіфф— ударник, Ian Gillian Band), з яким записав однойменний диск.
У жовтні 1982 р. музикант підписав сольний контракт з компанією «Virgin Records» та запросив до складу гурту визнаних майстрів хард-року— ударника Єна Пейса, басиста Нейла Мюррея, клавішника Дона Ейрі та вокаліста Чарлі Хуна. Гурт випустив альбом «Corridors Of Power» (UK-30/US-149). Попри те, що більшість із майстрів, яких Мур запросив до гурту, полюбляли жорстку готичну форму хард-року, музика Гері Мура вийшла неагресивною та комерційно успішною. Альбоми 1984 та 1985 років посіли в Англії 12-е місце, а альбом 1987-го року — восьме. На жаль, мелодійний стиль Гері Мура хард-н-хеві не вирізнявся якимось новаторством чи енергетикою. Та все ж це була високоякісна музика, яку записали зірки світового року.
В 1990 році Гері Мур випустив свій найуспішніший альбом «Still Got The Blues» (UK-13/US-83), до запису якого були залучені Альберт Кінг, Альберт Коллінз та Єн Тейлор. Композиції цього альбому були записані у стилі хеві-блюз. У цьому ж стилі гітарист продовжив працювати майже 7 років. Також цікавими були альбом «After Hours» (UK-4/US-145), концертний диск, збірка, спільний альбом ВВМ «Around The Next Dream» (з Джеком Брюсом та Джинджером Бейкером, в найкращих традиціях CREAM) та посвята Пітеру Гріну - «Blues for Greeny» (UK-14).
У 1997 з'явився новий студійний альбом «Dark Days In Paradise», який привів до шаленого обурення давніх шанувальників музиканта. Мур досить гідно виступив у амплуа вокаліста, змістивши гітару на другий план. Стилістично альбом нагадує творчість Карлоса Сантани та Еріка Клептона, але є більш еклектичним. В цілому, незвичайні пишні аранжування надають альбому деякого шарму, проте для більшості слухачів це був поворот музиканта до естрадної, а значить, комерційної музики.
Альбом «A Different Beat», що вийшов у 1999 році, був записаний у стилі електронного блюз-року, оскільки в той період Гері Мур вдався до експериментів з електронним звуком. Поєднання пронизливої соло гітари та жорсткого брейкбіта можна оцінювати двояко: або як спробу знайти щось нове та свіже, або як загравання перед молоддю. Альбоми музиканта, записані у 1997 та 1999 роках, залишаються доволі суперечливими та невивченими. Вони не стали подіями в британській електронній музиці, хоча й заслуговують на визнання.
В 2004 році вийшов диск «Power of the Blues», на якому всі треки були новими, але зіграними в старому, притаманному Гері Муру, стилі блюз-року.
У жовтні 2010 року Гері Мур провів своє турне Україною. 7 жовтня він дав концерт у Національному палаці мистецтв «Україна» в Києві, 8 жовтня - в Палаці спорту в Харкові, 9 жовтня - у Виставковому комплексі «Метеор» в Дніпропетровську та 12 жовтня - в Палаці спорту в Одесі.

## Смерть
Гері Мур помер у віці 58-ми років рано вранці в суботу, 6 лютого 2011 року, в готелі «Kempinski Resort» у місті Естепона, Іспанія. Трагічну звістку повідомив менеджер музиканта Адам Парсонс. За результатами медичної експертизи, причиною смерті став серцевий напад.
25 лютого 2011 року Гері Мур був похований на цвинтарі біля церкви Св. Маргарити у містечку Роттінгдін, що у графстві Східний Сассекс (Англія). Родина Мура вирішила організувати його похорон не в Белфасті (Північна Ірландія), де він народився, а у місці, де музикант прожив останні 15 років, і де сьогодні живуть його діти.

## Гітари, на яких грав Гері Мур
Протягом багатьох років Гері Мур грав на великій кількості гітар.
До них належать гітари Gibson Les Paul Sunburst та Gibson Les Paul Junior Пітера Гріна. Він також грав на гітарах Charvel, Ibanez, Hamer, Jackson, Heritage, Paul Reed Smith, SynthAxe.
Як підсилювачі, які забезпечували захоплюючі звуки гітар, музикант використовував обладнання Marshall, хоча інколи це були Soldano та Fender.
Мур часто використовував обладнання для створення електронних ефектів. Це були пристрої ехо-ефекту Roland Space Echo, 555.
Внесок Гері Мура в музику та блюз зокрема був відзначений рядом комерційних пропозицій. У 2004–2006 роках він рекламував підсилювачі Marshall, включаючи підсилювачі 1960-х та 1970-х років.

## Дискографія

### Альбоми
- 1973 Grinding Stone
- 1978 Back on the Streets
- 1979 G-Force
- 1982 Corridors of Power
- 1983 Victims of the Future
- 1983 Live at The Marquee
- 1984 We Want Moore! [live]
- 1984 Dirty Fingers
- 1985 White Knuckles
- 1985 Run for Cover
- 1986 Rockin' Every Night (Live in Japan)
- 1986 Emerald Aisles (Live in Ireland)
- 1987 Wild Frontier
- 1989 After the War
- 1990 Still Got the Blues
- 1992 After Hours
- 1993 Blues Alive
- 1994 Ballads & Blues 1982—1994
- 1995 Blues for Greeny
- 1997 Desperado (збірка 1977—1978)
- 1997 Dark Days in Paradise
- 1998 Out in the Fields (the very best of)
- 1999 A Different Beat
- 2001 Back to the Blues
- 2002 Scars
- 2003 Live at the Monsters of Rock
- 2004 Power of the Blues
- 2006 Old New Blues Ballads
- 2007 Close As You Get
- 2008 Bad for You Baby
- 2010 Gold Of The Blues

### Відео
- 1985 Emerald Aisles Live In Ireland
- 1987 The Video Singles
- 1987 Live At Isstadion
- 1990 An Evening Of The Blues
- 1993 Live Blues
- 1994 Ballads & Blues 1982—1994
- 1996 Blues for Greeny Live
- 2003 Thin Lizzy The Boys are Back in Town, Live '78
- 2003 The Old Grey Whistle Test 2
- 2003 Live at Monsters of Rock
- 2004 Live at Montreux 1990